# Corticosterone
Corticosterone, còn được gọi là 17-deoxycortisol và 11β, 21-dihydroxyprogesterone, là một hoocmon steroid 21 carbon của loại corticosteroid được sản xuất trong vỏ não của tuyến thượng thận. Nó có tầm quan trọng nhỏ ở người, ngoại trừ trong trường hợp rất hiếm gặp là tăng sản tuyến thượng thận bẩm sinh do thiếu hụt 17 alpha-hydroxylase.

## Vai trò
Ở nhiều loài, bao gồm lưỡng cư, bò sát, động vật gặm nhấm và chim, corticosterone là một glucocorticoid chính, liên quan đến điều hòa năng lượng, phản ứng miễn dịch và phản ứng căng thẳng.
Tuy nhiên, ở người, cortisol là glucocorticoid chính được sản xuất chủ yếu ở zona fasciculata của vỏ thượng thận. Corticosterone chỉ có tiềm năng glucocorticoid và mineralocorticoid yếu ở người và quan trọng chủ yếu là chất trung gian trong con đường steroid từ thaienolone đến aldosterone. Corticosterone được chuyển đổi thành aldosterone bởi aldosterone synthase, chỉ được tìm thấy trong ty thể của các tế bào cầu thận. Các tế bào cầu thận được tìm thấy trong Zona glomerulosa, đây là khu vực bề mặt nhất của các tế bào nội tiết ở vỏ thượng thận.
Corticosterone là phân tử tiền thân của aldosterone khoáng chất, một trong những chất điều biến cân bằng nội môi chính của nồng độ natri và kali trong cơ thể.

## Cơ chế giải phóng hoặc tạo thành
Một ví dụ về con đường phát hành liên quan đến kích thích UV-B trên da của một số loài lưỡng cư nhất định như Newt da thô, Taricha granulosa; kích hoạt này dường như gây ra thế hệ bên trong của corticosterone trong loài đó.

## Corticosterone ở chim
Một số lượng lớn các nghiên cứu đã được thực hiện về tác dụng của corticosterone ở chim. Một khảo sát ngắn gọn về nghiên cứu này là dưới đây.
Corticosterone đều ức chế tổng hợp protein và làm suy giảm protein. Những con chim có mức độ corticosterone tăng sẽ có tốc độ tăng trưởng lông chậm hơn trong thời gian lột xác và thời gian bay kém kéo dài. Do đó, nhiều loài chim đã giảm mức độ corticosterone khi chúng lột xác để ngăn chặn sự xuống cấp của bộ lông mới. Thật thú vị, mức độ corticosterone cao hơn cũng có liên quan đến một phạm vi thăm dò rộng hơn, mặc dù sự phát triển lông bị ức chế nói trên.
Corticosterone có tác dụng phát triển hơn nữa đối với chim. Mức độ corticosterone tăng trong gà con dẫn đến tăng ăn xin và hung hăng. Trong ngắn hạn, điều này dẫn đến cơ hội có được thức ăn cao hơn, nhưng về lâu dài, việc tăng corticosterone trong giai đoạn đầu làm ảnh hưởng đến chức năng nhận thức của chim (giải quyết vấn đề, liên kết cue thị giác với thức ăn, v.v.).
Phản ứng của cha mẹ đối với gà con tăng ăn xin là để tăng thời gian tìm thức ăn. Điều này khiến tổ gà con không được bảo vệ để tăng thời gian. Để chống lại điều này, trong thời gian thiếu lương thực kéo dài, một số loài gà con có thể ức chế hoạt động của corticosterone và do đó làm giảm các tác động tiêu cực làm tăng corticosterone.

## Ảnh hưởng đến trí nhớ
Corticosterone có nhiều tác dụng đối với trí nhớ. Những tác động chính được nhìn thấy thông qua tác động của căng thẳng lên ký ức cảm xúc cũng như trí nhớ dài hạn (LTM).
Với những ký ức cảm xúc, corticosterone phần lớn liên quan đến nhận biết trí nhớ sợ hãi. Các nghiên cứu đã chỉ ra rằng khi ký ức sợ hãi được kích hoạt lại hoặc củng cố, mức độ corticosterone tăng lên. Sự gia tăng corticosterone có liên quan đến giảm lo âu. Phát hiện này phụ thuộc vào thời gian sử dụng corticosterone so với khi điều trị sợ hãi diễn ra; corticosterone có thể tạo điều kiện hoặc làm gián đoạn nỗi sợ có điều kiện.
Corticosterone không chỉ có tác dụng đối với ký ức cảm xúc mà còn nhận biết và củng cố trí nhớ.
Đối với sự công nhận và ký ức lâu dài, corticosterone có tác dụng thay đổi. Các nghiên cứu cho thấy rằng việc sửa đổi một số quá trình hóa học và não ảnh hưởng đến mức độ corticosterone cũng có thể tác động đến các hiệu ứng căng thẳng lên trí nhớ. Trong các nghiên cứu trên chuột, sự dao động của nồng độ corticosterone được chứng minh là ngăn ngừa sự suy giảm căng thẳng của trí nhớ nhận dạng với số lượng thấp hơn. Các mức này thấp hơn dường như có liên quan đến việc cứu hộ của sự suy giảm do stress gây ra của CA1 dài hạn tiềm lực. Khi các nhà nghiên cứu xem xét các hiệu ứng căng thẳng trên LTM, họ đã tìm thấy nhiều kết quả. Trong nhiều nghiên cứu, sự hình thành LTM (được thử nghiệm 24 giờ sau đó) đã được tìm thấy để tăng cường bởi corticosterone trong một số nghiên cứu, trong khi sự tồn tại của LTM (được thử nghiệm ít nhất 1 tuần sau) chỉ được hỗ trợ bởi corticosterone trong giai đoạn cuối củng cố trí nhớ và tái hợp nhất. Stress tạo điều kiện cho sự hợp nhất nhưng phá vỡ sự tái hợp nhất của trí nhớ cảm xúc. Như đã đề cập trước đây, sự tồn tại của LTM được tăng cường có chọn lọc khi căng thẳng và corticosterone được sử dụng trong giai đoạn muộn sau khi mắc phải, nhưng nó bị phá vỡ khi căng thẳng và corticosterone được sử dụng trong giai đoạn muộn sau khi lấy lại trí nhớ. Liên quan đến sự tồn tại của LTM, có một cửa sổ thời gian hạn chế giữa việc mua lại hoặc truy xuất nơi sự kiên trì bị ảnh hưởng. Các nghiên cứu này phát hiện ra rằng mặc dù sự tồn tại của LTM bị ảnh hưởng có chọn lọc dựa trên giai đoạn của bộ nhớ, sự hình thành của LTM vẫn còn nguyên sau một khoảng thời gian nhất định. Cho đến thời điểm này, các nghiên cứu đã không đồng ý về việc liệu các quá trình này có phụ thuộc vào corticosterone hay không, thậm chí điều gì xảy ra dựa trên corticosterone trong các quá trình này và làm thế nào bộ nhớ cuối cùng bị ảnh hưởng.
Cuối cùng, corticosterone ảnh hưởng đến nhiều quá trình về trí nhớ cũng như các loại ký ức khác nhau.

## Hình ảnh bổ sung

Steroidogenesis
Deoxycorticosterone
Aldosterone